# Stefan R. Hauser
Stefan R. Hauser (* 1962) ist ein deutscher Vorderasiatischer Archäologe.
Stefan R. Hauser studierte von 1982 bis 1988 die Fächer Klassische und Christliche Archäologie, Vorderasiatische Altertumskunde, Altorientalistik, Kunstgeschichte und Ur- und Frühgeschichte an den Universitäten Bonn und Berlin. 1988 folgte der Magister Artium in Klassischer Archäologie; die Magisterarbeit über spätantike Silberlöffel wurde anschließend publiziert. Hauser spezialisierte sich in der Folgezeit auf den Vorderen Orient und wurde 1994 in Vorderasiatischer Altertumskunde bei Hans J. Nissen mit der Arbeit Chronologische und historisch-politische Untersuchungen zur östlichen azīra in vorislamischer Zeit promoviert. Im Jahre 1995 war er Lehrbeauftragter an der Universität Münster, 1997/98 dann Assistent am Institut für Orientalische Archäologie und Kunst in Halle. 2001 war er Visiting Associate Professor an der Columbia University in New York. An der Universität Halle war Hauser anschließend einige Jahre Teilprojektleiter im Sonderforschungsbereich „Differenz und Integration: Wechselwirkungen zwischen nomadischen und seßhaften Lebensformen“. 2004 hatte er eine Lehrstuhlvertretung für Dietrich Sürenhagen an der Universität Konstanz inne. 2008 erfolgte in Halle die Habilitation mit der Arbeit Status und Ritual. Tod und Sozialstruktur im neuassyrischen Assur.  Seit 2009 lehrt Hauser als Professor für Archäologie der altmediterranen Kulturen und ihrer Beziehungen zur vorderasiatisch-ägyptischen Welt an der Universität Konstanz. 
Er ist seit einigen Jahren an archäologischen Forschungen in Spasinou Charax und seiner Umgebung im heutigen Irak beteiligt. Seine Publikationen behandeln eine Vielzahl von Themen von der Sozialstruktur in neuassyrischer Zeit bis zur Luxusgüterproduktion im spätantiken griechisch-römischen Mittelmeerraum. Seine Arbeitsschwerpunkte liegen dabei in der Archäologie und Geschichte der nachkeilschriftlichen Kulturen Vorderasiens (insbesondere der Arsakiden und frühen Sassaniden) sowie in der Forschungsgeschichte. Seit 2007 ist Hauser korrespondierendes Mitglied des Deutschen Archäologischen Instituts.

## Schriften
- Spätantike und frühbyzantinische Silberlöffel. Bemerkungen zur Produktion von Luxusgütern im 5. bis 7. Jahrhundert (= Jahrbuch für Antike und Christentum. Ergänzungsband 19). Aschendorff, Münster 1992, ISBN 3-402-08538-0.
- Status, Tod und Ritual. Stadt- und Sozialstruktur Assurs in neuassyrischer Zeit (= Abhandlungen der Deutschen Orient-Gesellschaft. Bd. 26). Harrassowitz, Wiesbaden 2012, ISBN 978-3-447-06252-7.